# Elena Tambini
Elena Tambini (Como, 18 novembre 1988) è una giornalista e conduttrice televisiva italiana.

## Biografia
Elena Tambini si è diplomata presso il liceo classico Alessandro Volta di Como. Ha proseguito la sua formazione presso l'Università Cattolica del Sacro Cuore di Milano, laureandosi in economia e gestione dei beni culturali e dello spettacolo e, successivamente, conseguendo una laurea magistrale in Comunicazione d'impresa, dei media e delle organizzazioni complesse.
Nel 2015, dopo essere diventata giornalista professionista, è approdata a Mediaset. Comincia realizzando servizi per NewsMediaset e nel 2016 è diventata un volto fisso di TGcom24 conducendo i notiziari e la rubrica di approfondimento Dentro i fatti.
Nel 2017 ha affiancato il giornalista Gianluigi Nuzzi nella conduzione del programma Quarto grado su Rete 4. Essendo stata arbitro di calcio FIGC, in occasione dei Mondiali di Russia nel 2018 ha partecipato come volto fisso alla trasmissione Balalaika - Dalla Russia col pallone su Canale 5 e a varie puntate di Mai dire Mondiali FIFA su Mediaset Extra. Nello stesso anno ha condotto il programma Pressing, in onda in seconda serata su Canale 5, insieme a Pierluigi Pardo e Giorgia Rossi. Il 19 e il 26 agosto 2018 ha condotto insieme a quest'ultima il programma Aspettando Pressing, spin-off di Pressing andato in onda in seconda serata su Canale 5.
Continuando a lavorare su TGcom24, nel 2022 e nel 2023 ha iniziato a condurre la rubrica del TG4, intitolata Diario del giorno. Nel 2023 ha condotto l'edizione delle 12 del TG4 e il programma Sette giorni, andato in onda ogni sabato in prima serata sempre su Rete 4.

## Programmi televisivi
- TGcom24 (Tgcom24, dal 2016)
- Quarto grado (Rete 4, 2017)
- Balalaika - Dalla Russia col pallone (Canale 5, 2018)
- Mai dire Mondiali FIFA (Mediaset Extra, 2018)
- Pressing (Canale 5, 2018)
- Aspettando Pressing (Canale 5, 2018)
- Diario del giorno (Rete 4, 2022-2023)
- Sette giorni (Rete 4, 2023)
- TG4 (Rete 4, 2023)

## Opere
- Elena Tambini, Amore e fuorigioco, Rizzoli, 2015, ISBN 9788860525864.